# Miré
Miré är en kommun i departementet Maine-et-Loire i regionen Pays de la Loire i nordvästra Frankrike. Kommunen ligger i kantonen Châteauneuf-sur-Sarthe som tillhör arrondissementet Segré. År 2022 hade Miré 1 050 invånare.

## Befolkningsutveckling
Antalet invånare i kommunen Miré
| Referens: INSEE |